# Computo ecclesiastico

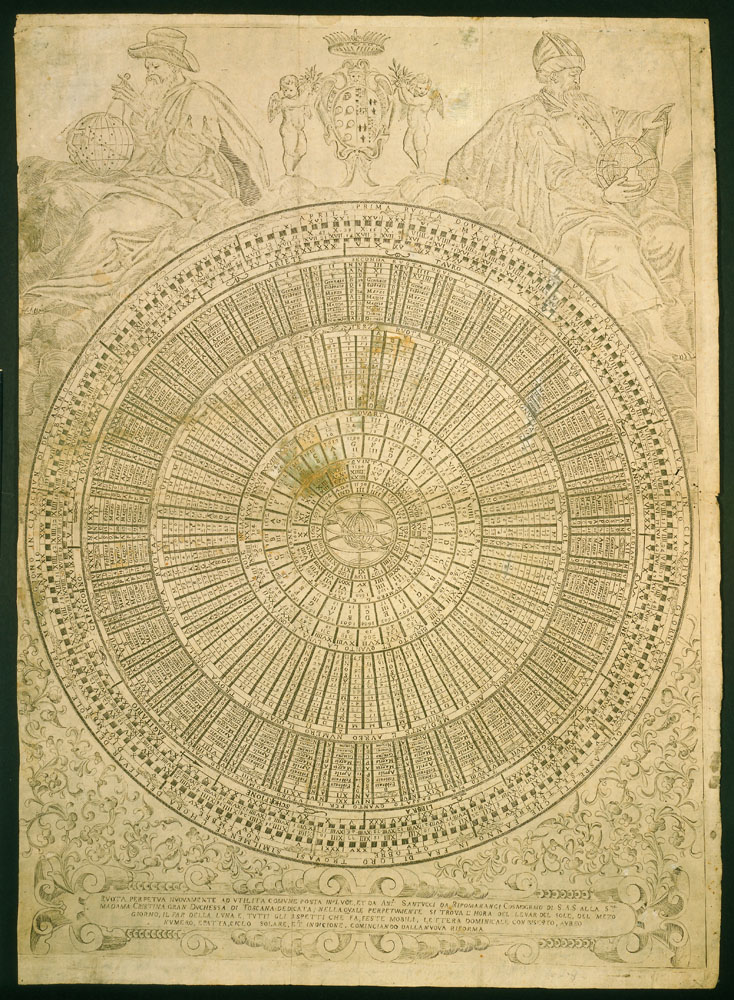
Ruota perpetua per il calcolo del computo ecclesiastico, realizzata da Antonio Santucci e conservata al Museo Galileo di Firenze.

Il computo ecclesiastico è il complesso dei calcoli necessari a determinare la distribuzione nell'arco dell'anno delle feste mobili, cioè delle feste del calendario liturgico che ricorrono in date che mutano annualmente con lo stabilire la data della Pasqua e per calcolare la data di quest'ultima.
Il computo ecclesiastico è fondato su un calendario lunisolare e ad esso in passato venivano dedicati trattati ad-hoc  ; la disciplina rappresentava un'importante applicazione dell'astronomia, più che della matematica.